# Piet Hoekstra
Pieter "Piet" Hoekstra (nascido em 24 de março de 1947) é um ex-ciclista holandês.
Defendeu as cores dos Países Baixos competindo na perseguição por equipes de 4 km nos Jogos Olímpicos da Cidade do México 1968.